# Schenute von Atripe

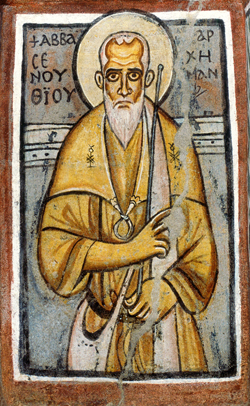
Schenute, Wandmalerei, Ägypten, vermutlich 7. Jahrhundert

Schenute (auch: Shenouda, Schinuda) (Koptisch Ⲁⲃⲃⲁ Ϣⲉⲛⲟⲩϯ ⲡⲓⲁⲣⲭⲓⲙⲁⲛ'ⲇⲣⲓⲧⲏⲥ) (* um 348; † 466) war ein bedeutender koptischer altkirchlicher Klostervorsteher.

## Leben und Wirken
Schenute von Atripe wurde um 348 n. Chr. geboren. Im Alter von neun Jahren kam er zu seinem Onkel St. Pigol (auch Sankt Bigul, koptisch ⲡⲓϫⲱⲗ), dem Abt des Weißen Klosters (arab. Dayr Anbā Šinūda/ad-Dayr al-Abyad) südlich von Sohag in Oberägypten. Nach einer Vision des Onkels erhielt Schenute die Erlaubnis, in das Kloster einzutreten, und wurde 385 (nach anderen 387) zum Abt gewählt. Zu dieser Zeit bestand das Kloster aus 30 älteren Mönchen. Der charismatische und praktisch veranlagte Schenute lockerte als erstes die Klosterregeln. Die Reform mit Hinwendung zu nützlichen Anwendungen, wie die weitere Ausübung des Berufs zum Vorteil der Gemeinschaft, machten das Kloster auf Dauer selbst versorgend. Er hielt zudem seine Glaubensbrüder an, Lesen und Schreiben zu lernen und Bücher zu kopieren. Auch wurde die umliegende Bevölkerung unterrichtet, was seine Popularität enorm steigerte. 431 begleitete er Kyrill von Alexandria zum Konzil von Ephesos. Zum Verband des Schenuteklosters gehörten zwei weitere Klöster, von denen das eine von Nonnen bewohnt wurde. Bei seinem Tod im Alter von angeblich 118 Jahren im Jahre 466 war die Gemeinschaft auf über 2200 Mönche und fast 2000 Nonnen angewachsen. Schenute gilt als Stifter weiterer Klöster mit insgesamt mehr als 6000 Mitgliedern und wird daher als Vorsteher (Archimandrit) eines Klosterverbandes bezeichnet.
Nach ihm wurde eine koptische Kirche in ad-Dahar, 7 km nördlich von Hurghada im Osten Ägyptens, benannt, sowie ein Kloster in Putty (New South Wales). 2013 wurde ihm zu Ehren ein Kolloquium an der Universität Leipzig veranstaltet.
Schenute bekämpfte mit großer Energie Anhänger des Polytheismus, wobei er auch kriminelles und gewalttätiges Handeln billigend in Kauf nahm und förderte. So wurden durch seine Initiative Tempelanlagen in Panopolis stark zerstört.
Auch war die körperliche Züchtigung bzw. Misshandlung von Mönchen, in den von ihm geleiteten klösterlichen Einheiten, ein  Mittel zur Einhalt von Konformität, so wurden unter anderem die Bastonade praktiziert, Schläge mit Stöcken auf die Füße. Durch diese und ähnliche Maßnahmen kamen auch Mönche zu Tode.

## Werke
- Stephen Emmel: Shenoute’s Literary Corpus. Peeters, Leuven 2004 (zugl. Dissertation, Yale University 1993).

1. 2004, ISBN 90-429-1230-8 (Corpus Scriptorum Christianorum Orientalium; 599; Subsidia; 111)
2. 2004, ISBN 90-429-1231-6 (Corpus Scriptorum Christianorum Orientalium; 600; Subsidia; 112).

- Hans-Joachim Cristea: Schenute von Atripe: Contra Origenistas. Edition des koptischen Textes mit annotierter Übersetzung und Indizes einschließlich einer Übersetzung des 16. Osterfestbriefs des Theophilus in der Fassung des Hieronymus (ep. 96) (Studien und Texte zu Antike und Christentum 60). Mohr Siebeck, Tübingen 2011. VIII, 387 S. ISBN 978-3-16-150598-0
- Wolfgang Kosack: Schenute von Atripe De judicio finale. Papyruskodex 63000.IV im Museo Egizio di Torino. Einleitung, Textbearbeitung und Übersetzung herausgegeben von Wolfgang Kosack. Berlin 2013, Verlag Brunner Christoph, ISBN 978-3-9524018-5-9.
- Wolfgang Kosack: Shenoute of Atripe De vita christiana: M 604 Pierpont-Morgan-Library New York/Ms. OR 12689 British-Library/London and Ms. Clarendon Press b. 4, Frg. Bodleian-Library/Oxford. Introduction, edition of the text and translation into German by Wolfgang Kosack. Verlag Christoph Brunner, Basel 2013, ISBN 978-3-906206-00-4.

## Belege
1. ↑  Kolloquium zum Griechischen und Koptischen im Werk eines ägyptischen Klosterabts
2. ↑  Karlheinz Deschner: Kriminalgeschichte des Christentums. Band 2: Die Spätantike: Von den katholischen »Kinderkaisern« bis zur Ausrottung der arianischen Wandalen und Ostgoten unter Justinian I. (527 – 565). 3. Auflage, Rowohlt Verlag, Reinbek bei Hamburg 2004, S. 210 f., auf archive.org
3. ↑  Rafed	El-Sayed: Schenute und die Tempel von Atripe. Zur Umnutzung des Triphisbezirks in der Spätantike.  519–538, In: Hermann Knuf: Honi soit qui mal y pense: Studien zum pharaonischen, griechisch-römischen und spätantiken Ägypten zu Ehren von Heinz-Josef Thissen. (= Band 194, Orientalia Lovaniensia analecta), Leuven 2010.
4. ↑  Theresia Schusser: Religiöse Gewalt in der koptischen Hagiographie – Zur literarischen Konstruktion christlicher Sakralität. Distant Worlds Journal Special Issue (2016), S. 51–61, auf books.ub.uni-heidelberg.de
5. ↑  Sydney H. Aufrère, Nathalie Bosson: Moniales récalcitrantes et violence éducative (Falaque) au Deir El-Abyad d’après un passage du canon 4 de Chenouté. L’ Harmattan, Paris 2009

| Personendaten    | Personendaten                              |
| ---------------- | ------------------------------------------ |
| NAME             | Schenute von Atripe                        |
| ALTERNATIVNAMEN  | Shenouda; Schinuda                         |
| KURZBESCHREIBUNG | koptischer altkirchlicher Klostervorsteher |
| GEBURTSDATUM     | um 348                                     |
| STERBEDATUM      | um 466                                     |